# Dundee (Afrique du Sud)
Dundee est une ville de la province du KwaZulu-Natal en Afrique du Sud. La ville est surtout connue pour son exploitation de charbon, et son implication dans les premiers jours de la seconde guerre des Boers. La bataille de Talana Hill s'est tenue le 20 octobre 1899 à l'est de la ville. Malgré la victoire britannique, ceux-ci durent se retirer pour subir le siège de Ladysmith. La ville ne fut libérée qu'à l'issue de la bataille de Helpmekaar. 
D'autres champs de bataille célèbres se situent à proximité de la ville : Isandlwana, Blood River et Rorke's Drift. De même que le lieu de décès du Prince impérial lors de la guerre anglo-zouloue.

## Personnalités notables liées à la ville
- Victoria Chitepo, militante et femme politique zimbabwéenne.